# Nyctimene rabori
Nyctimene rabori је врста сисара из реда слепих мишева и породице велики љиљци.

## Распрострањење
Филипини су једино познато природно станиште врсте.

## Станиште
Врста Nyctimene rabori има станиште на копну.
Врста је по висини распрострањена од нивоа мора до 1.300 метара надморске висине. 

## Угроженост
Ова врста се сматра угроженом.

### Популациони тренд
Популација ове врсте се смањује, судећи по расположивим подацима.